# Кучеренко Євгеній Ігорович
Євгеній Ігорович Кучеренко (нар. 27 серпня 1997, Київ, Україна) — український футболіст, воротар черкаського ЛНЗ.

## Клубна кар'єра

### Ранні роки. «Шахтар» (Донецьк)
Народився в Києві, почав займатися футболом у шість років, вихованець столичного ФК «Восход». Починав на позиції нападника. Згодом перейшов до ФК «Арсенал». Цікаво, що протягом року грав на позиції нападника, але потім перейшов на позицію воротаря. У «Арсеналі» помітили скаути ФК «Динамо» і ФК «Шахтар». У 2016 році обрав академію «Шахтаря». Починаючи з сезону 2016/17 років виступав за донецький клуб у юніорському чемпіонаті України. 1 листопада 2017 року дебютував у футболці «Шахтаря U-19» у Юнаціькій лізі УЄФА в нічийному (1:1) поєдинку проти «Феєнорда U-19». Євгеній вийшов у стартовому складі та відіграв увесь матч. У сезоні 2016/17 років зіграв 3 матчі на груповому етапі вище вказаного турніру. Сезон 2017/18 років також провів у «Шахтарі U-19» (15 матчів у юніорському чемпіонаті України), перебував у заявці донеччан на Юнацьку лігу УЄФА, але на футбольне поле не виходив.
У сезоні 2018/19 років виступав за молодіжну команду «гірників», у футболці якої в чемпіонаті України зіграв 12 матчів. По завершенні сезону вирішив залишити «Шахтар».

### «Уніан Лейрія»
Сезон 2019/20 років розпочав у «Лейрії». Дебютував у футболці португальського клубу 13 жовтня 2019 року в програному (1:3) виїзному поєдинку Національного чемпіонату (третій дивізіон) Португалії проти «Праєнсі». Кучеренко вийшов на поле в стартовому складі та відіграв увесь матч. Цей матч виявився єдиним для Кучеренка в португальському чемпіонаті.

### «Колос» та оренди
Наприкінці лютого 2020 року підписав 2,5-річний контракт з «Колосом». У новій команді отримав футболку з 71-м ігровим номером. Дебютував у футболці ковалівського клубу 15 липня 2020 року в програному (0:2) виїзному поєдинку 31-го туру Прем'єр-ліги проти донецького «Шахтаря». Кучеренко вийшов на поле в стартовому складі та відіграв увесь матч.
Зігравши за півтора роки лише 1 матч за «Колос», у серпні 2021 року Кучеренко був відданий в оренду хмельницькому «Поділлю», де виступав під номером 23. У першоліговому колективі Євгеній став основним воротарем, зігравши до завершення оренди 14 ігор у Першій лізі та одну гру в кубку.
У січні 2022 року на правах оренди перейшов у казахстанський клуб «Аксу». 6 березня 2022 року дебютував за «Аксу» в виїзному матчі 1-го туру казахстанської Прем'єр-ліги проти «Атирау» (0:0) і загалом голкіпер провів 19 матчів за «Аксу», пропустив 17 голів та 7 разів відіграв на нуль.

### Виступи у Грузії та повернення до України
Протягом 2023 року грав за грецьку «Ділу» (Горі), зігравши у всіх 36 матчах команди в чемпіонаті Грузії, а влітку допоміг їй подолати два раунди кваліфікації Ліги конференцій.
На початку 2024 року приєднався до черкаського ЛНЗ.

## Кар'єра в збірній
У листопаді 2018 року отримав дебютний виклик до складу молодіжної збірної України. Вперше до заявки «молодіжки» потрапив 16 листопада 2018 року на нічийний (3:3) матч проти молодіжної збірної Грузії. Кучеренко просидів увесь матч на лаві запасних. Свій єдиний матч у складі української «молодіжки» провів 22 березня 2019 року в переможному (3:1) поєдинку проти молодіжної збірної Македонії. Євгеній вийшов на поле в стартовому складі та відіграв увесь матч.

## Досягнення
«Шахтар U-19» (Донецьк)
- Юніорський чемпіонат України
  -  Срібний призер (2): 2017/18, 2018/19